# Архип, Дмитрий
Дмитрий Архип (рум. Dumitru Arhip; род. 12 ноября 1988, Кишинёв, Молдавская ССР) — молдавский регбист, игрок валлийского клуба «Кардифф Блюз» и национальной сборной Молдавии.

## Биография

### Клубная карьера
Начал играть в регби за местный университетский клуб «Блумарин». После перешёл в румынский «Динамо Бухарест», в составе которого стал чемпионом. В 2009 году перебрался в российский клуб «Енисей-СТМ», в составе «тяжёлой машины» за три года дважды выиграл национальное первенство в 2011 и 2012 годах. В 2012 году стал лучшим регбистом Молдовы, но на церемонии вручения наград присутствовать не смог.
По окончании российского сезона 2012 года после трёхдневного просмотра, перешёл в «Оспрейз». За новый клуб дебютировал 30 ноября 2012 года в 10 туре Про12 против «Кардифф Блюз». Первую попытку занёс 22 марта 2013 в матче против «Ньюпорт Гвент Дрэгонс». Пропустил весь сезон 2013-14 из-за разрыва мышц ахиллесова сухожилия, полученного в игре против регбийного клуба «Бат». Следующие два сезона является твёрдым игроком основы, проводит за клуб 27 и 24 матча. В сезоне 2016-17 также является игроком основы. Контракт действует до 2018 года.

### Карьера в сборной
За сборную дебютировал в 2008 году в матче против Бельгии.

### Семья
Жена — Дарья. Есть младший брат Виктор. Братья вместе играли за «Динамо Бухарест», «Енисей-СТМ» и за сборную.